# Celeboneanias celebensis
Celeboneanias celebensis är en insektsart som först beskrevs av Heinrich Hugo Karny 1931.  Celeboneanias celebensis ingår i släktet Celeboneanias och familjen Gryllacrididae. Inga underarter finns listade i Catalogue of Life.